# Testudacarus vulgaris
Testudacarus vulgaris är en kvalsterart som beskrevs av Herbert Habeeb 1954. Testudacarus vulgaris ingår i släktet Testudacarus och familjen Torrenticolidae. Inga underarter finns listade i Catalogue of Life.